# Gisbertus Voetius
Gijsbert Voet, dit Gisbertus Voetius, né le 3 mars 1589 à Heusden et mort le 1er novembre 1676 à Utrecht, est un théologien, professeur et prédicateur néerlandais de l'Église réformée.

## Biographie
Voetius fit ses études à l’université de Leyde où il subit l'influence de Franciscus Gomarus. C'est d'ailleurs auprès de lui qu'il obtint son doctorat à Groningue. En tant que prédicateur, il exerça à Vlijmen (1611) et à Heusden (1617) où se trouvait son frère Didericus, recteur de l'école latine.
Lors du synode de Dordt il fut un des plus jeunes participants. Il servit en tant qu'aumônier militaire au cours du siège de Bois-le-Duc en 1629 et il aida après la prise de la ville à organiser l'église réformée. En 1634 suivit sa nomination comme professeur à l'École d'Utrecht. Quand, en 1636, cette école fut élevée au rang d'université il prononça en tant que recteur le discours intitulé Scientia cum pietate conjugenda, consacré à l'interdépendance de la science et de la piété. L'année suivante le conseil presbytéral l'appela également en tant que prédicateur. Jusqu'à sa mort il fut titulaire de la chaire de la cathédrale Saint-Martin d'Utrecht, devenue temple protestant.
À côté de Voetius qui expliquait la dogmatique, Schotanus (nl) enseignait l'exégèse de l'Ancien Testament et Carolus de Maets l'exégèse du nouveau testament à la Faculté de Théologie de la nouvelle Université. Animés par un même esprit, ils firent bientôt d'Utrecht une forteresse de l'orthodoxie réformée. Parmi les plus brillants des étudiants et des continuateurs de Voetius on trouve Jodocus van Lodenstein (nl), et par la suite c'est surtout Anne Marie de Schurman qui a retenu l'attention.
Voetius exerça une influence considérable sur la doctrine et sur la vie de l'Église réformée et pour cette raison on l'a appelé le pape d'Utrecht. Il défendit l'orthodoxie la plus stricte et la discipline morale, il lutta pour l'indépendance de l'Église, notamment dans les communautés locales.
Voetius a été l'âme du piétisme ecclésiastique, de ce que l'on appelle la « Réformation continuée » (Nadere Reformatie). En cela, il se rapprochait de l'esprit des puritains anglais. Il a combattu Jansénius, les Remonstrants, Henricus Regius, Cocceius et Jean de Labadie et Descartes, qu'il soupçonnait d'athéisme. Il est enterré dans l'église Sainte-Catherine à Utrecht.

## Œuvre
Son œuvre, souvent controversée, a été défendue par son fils Paul (de) et son petit-fils Jean.

## Publications
Ses travaux principaux sont :
- Theologia practica;
- Selectae disputationes theologicae (cinq parties, Utrecht 1648-1669), enseignement de morale pour l'Église réformée;
- Politica ecclesiatica (1663-1667), au sujet de la vie de l'Église dans les communautés;
- Te askètika sive exercitia pietatis (1664, publié en 1996), un manuel pour la vie pieuse et morale.